# 弗洛特瑟姆冰磧
弗洛特瑟姆冰磧（英語：Flotsam Moraines），是南極洲的冰磧，位於維多利亞地的斯科特海岸，處於阿爾伯特親王山脈，由新西蘭研究計劃命名，現時由南極條約體系管理。